# Gunyidi
Gunyidi is een plaats in de regio Mid West in West-Australië.

## Geschiedenis
In 1906 werd langs de 'Midlands Railway' een nevenspoor ('siding') gevestigd, genaamd 'Siberia Fettlers Camp'. De naam werd al gauw in Gunnyidi veranderd, afgeleid van de Aboriginesnaam van een nabijgelegen waterbron. In 1930 werd het dorp Gunnyidi er officieel gesticht. In 1973 werd de spelling aangepast tot Gunyidi.

## Beschrijving
Gunyidi maakt deel uit van het lokale bestuursgebied (LGA) Shire of Coorow, een landbouwdistrict met Coorow als hoofdplaats.
In 2021 telde Gunyidi 30 inwoners.

## Ligging
Gunyidi ligt nabij de Midlands Road, 226 kilometer ten noorden van de West-Australische hoofdstad Perth, 239 kilometer ten zuidoosten van Geraldton en 33 kilometer ten zuiden van Coorow.
De spoorweg die langs Gunyidi loopt maakt deel uit van het goederenspoorwegnetwerk van Arc Infrastructure.